# 설마

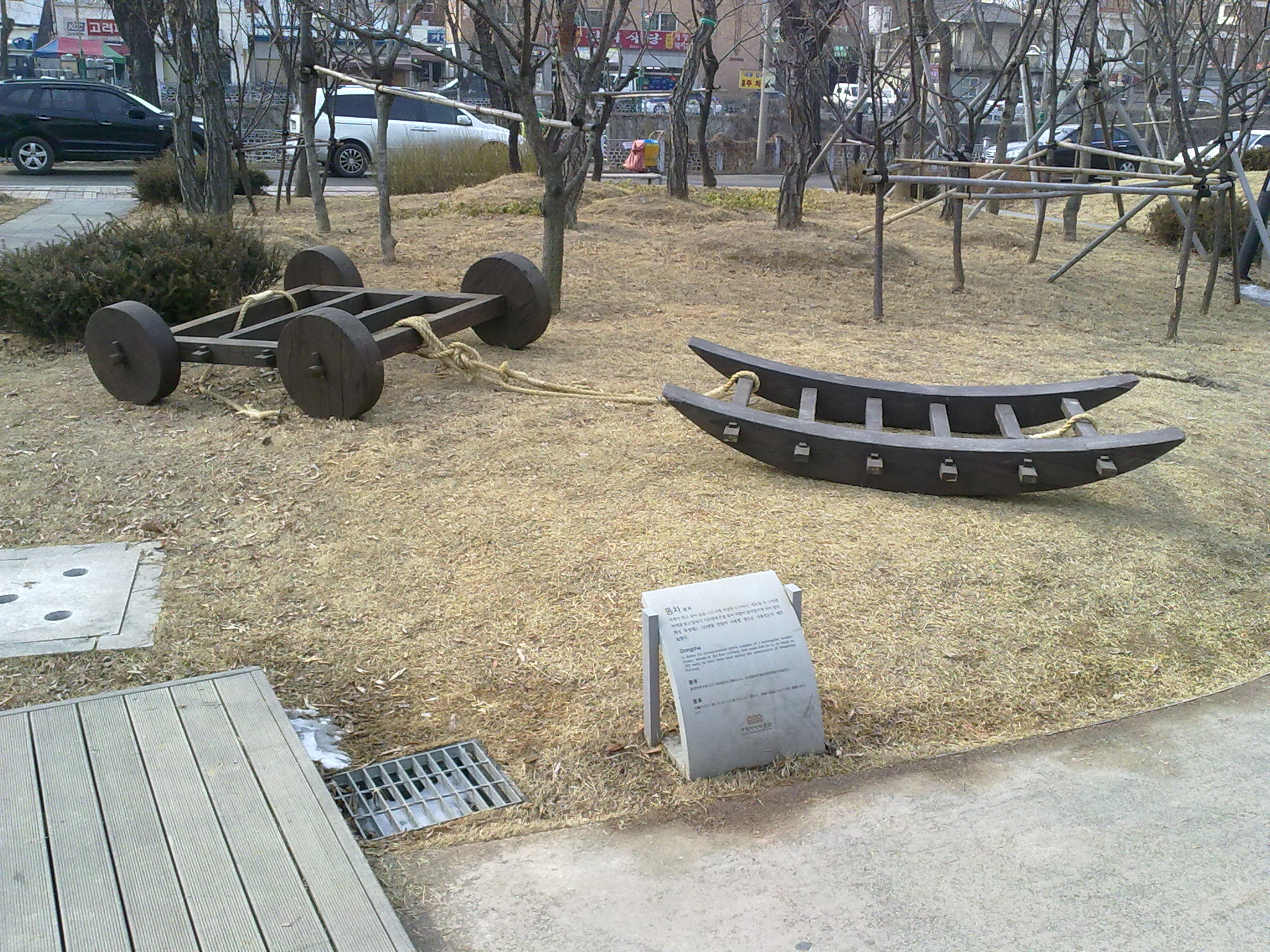
동차와 설마

설마(雪馬)는 조선 시대에 작은 짐을 끌 때 받쳐 쓰던 도구이다. 사람이 끌었다고 한다.

## 같이 보기
- 거중기
- 녹로
- 동차
- 유형거
- 썰매: 설마가 변형된 말